# Imphal
Imphal (hindi इंफाल, trb.: Imphal, trl.: Iṁphāl; ang. Imphal) – miasto w północno-wschodnich Indiach, stolica stanu Manipur, nad rzeką Manipur, na wysokości 760 metrów, w pobliżu granicy z Birmą. 
Imphal to stolica stanu Manipur w północno-wschodnich Indiach. Miasto leży na równinie Imphal, która jest częścią Doliny Manipur, otoczonej przez góry. Jest to drugie co do wielkości miasto w regionie, po Guwahati w stanie Asam.
Historia Imphal sięga czasów starożytnych, ale miasto zaczęło się rozwijać w XVIII wieku, gdy władze brytyjskie utworzyły tutaj stację handlową. Podczas II wojny światowej miasto było miejscem zaciętych walk pomiędzy aliantami a wojskami japońskimi, w czasie inwazji japońskiej na Asam było oblegane II–VI 1944 r. , przetrwało dzięki zrzutom powietrznym. 
Dziś Imphal jest ważnym centrum kultury, handlu i turystyki w Manipurze. Miasto jest znane z produkcji tradycyjnych rękodzieł, takich jak sztuka tkania bawełny i produkcji lalki Channapatna. Wiele turystów przyjeżdża do Imphal, aby odwiedzić słynne miejsca, takie jak Kanglei Thangjam Manung, Park Zoologiczny Imphal, Muzeum Państwowe Manipur, a także Świątynię Shree Govindaji.
Imphal jest także ważnym ośrodkiem sportowym w Indiach, a szczególnie w hokeju na trawie. W 2018 r. miasto było gospodarzem Mistrzostw Świata Juniorów w Hokeju na Trawie.
Mimo że Imphal rozwija się szybko, miasto nadal boryka się z problemami infrastrukturalnymi i społecznymi, takimi jak brak wody pitnej i nieodpowiednia opieka zdrowotna. W ostatnich latach rząd stanowy i rząd centralny podjęli działania, aby poprawić sytuację w mieście i w całym stanie Manipur.
Siedziba rzymskokatolickiej archidiecezji Imphal. Węzeł komunikacyjny i centrum handlowy (tytoń, cukier i owoce).
Według danych szacunkowych na rok 2021, populacja Imphal wynosi około 414 288 mieszkańców.